# Serpentaire des Philippines
Spilornis holospilus
Espèce
Statut de conservation UICN

 LC  : Préoccupation mineure
Statut CITES
Le Serpentaire des Philippines (Spilornis holospilus) est une espèce d'oiseaux de la famille des Accipitridae.

## Répartition
Cette espèce vit sur les grandes îles des Philippines.